# Amleto Frignani
Amleto Frignani (ur. 5 marca 1932 w Carpi, zm. 2 marca 1997 w Kalifornii) – włoski piłkarz
Z zespołem AC Milan zdobył mistrzostwo Włoch. W reprezentacji Włoch w latach 1952–1957 rozegrał 14 meczów i strzelił 6 goli. Wystąpił na mistrzostwach świata 1954
| Sezony    | Klub                     | Mecze | Gole |
| --------- | ------------------------ | ----- | ---- |
| 1949–1950 | Carpi Football Club 1909 | ?     | ?    |
| 1950–1951 | A.C. Reggiana 1919       | 34    | 7    |
| 1951–1952 | AC Milan                 | 27    | 6    |
| 1952–1953 | AC Milan                 | 32    | 7    |
| 1953–1954 | AC Milan                 | 31    | 5    |
| 1954–1955 | AC Milan                 | 27    | 7    |
| 1955–1956 | AC Milan                 | 18    | 1    |
| 1956–1957 | Udinese Calcio           | 33    | 5    |
| 1957–1958 | Genoa CFC                | 34    | 6    |
| 1958–1959 | Genoa CFC                | 24    | 3    |
| 1959–1960 | Genoa CFC                | 23    | 0    |
| 1960–1961 | Genoa CFC                | 26    | 1    |
| 1961–1962 | Genoa CFC                | 2     | 0    |